# Revenge for Jolly!
Pour plus de détails, voir Fiche technique et Distribution.
Revenge for Jolly! est un film américain réalisé par Chadd Harbold, sorti en 2012.

## Synopsis
Le chien de Harry, Jolly, est assassiné. Harry décide de se venger avec l'aide de son cousin, Cecil.

## Fiche technique
- Titre original : Revenge for Jolly!
- Réalisation : Chadd Harbold
- Scénario :
- Pays d'origine :  États-Unis
- Langue originale : anglais
- Dates de sortie : 
  -  États-Unis : avril 2012 (festival de Tribeca)

## Distribution
- Brian Petsos : Harry
- Oscar Isaac : Cecil
- Elijah Wood : Thomas
- Ryan Phillippe : Bachmeier
- Kristen Wiig : Angela
- Adam Brody : Danny
- Gillian Jacobs : Tina
- Kevin Corrigan : Tony
- Garret Dillahunt : Gary
- Bobby Moynihan : Bobby
- David Rasche : Eichelberger
- Amy Seimetz : Vicki
- Jayne Atkinson : la réceptionniste